# Jean-Baptiste-Omer Lavit
Jean-Baptiste-Omer Lavit est un dessinateur, graveur français et professeur d'architecture né à Paris le 27 juin 1771 et mort dans la même ville le 10 octobre 1836.

## Biographie
Jean-Baptiste-Omer Lavit est né dans une famille parisienne fortunée. Ses parents ayant constaté ses bonnes qualités lui ont fait donner une éducation solide et raffinée avec un enseignement approfondi des langues, des mathématiques, du dessin et de la musique.
Très jeune, il est entré comme lieutenant dans un régiment de cavalerie. La Révolution l'a amené à émigrer quelque temps à l'étranger. Revenu en France, il a été élève de l'École polytechnique entre 1795 et 1797.
À la sortie de l'École, il décide de rester au côté de sa mère devenue veuve. Il est devenu professeur de mathématiques. Il est nommé, en 1804, répétiteur des pages de l'Empereur. Il est le suppléant d'Antoine-René Mauduit à l'école des beaux-arts et professeur à l'école gratuite de dessin. Il est nommé professeur, chef d'atelier, à l'école des beaux-arts après la mort de Mauduit.
Il a publié un traité de perspective en 1804.
Il est inhumé le 12 octobre 1836 au cimetière du Père-Lachaise.

## Élève dans l'atelier de Jean-Baptiste-Omer Lavit à l'école des beaux-arts
- Guillaume-Auguste Herr et François-Alexandre Larue, en 1814, Joseph Marius Alexis Aubin, en 1815, Joseph-Adolphe-Mercier Adhémar, en 1817, François-Henry Coquart, Étienne-Théodore Dommey et Joseph-Louis-Victor Lefébure, en 1818, Narcisse-François Bangnia, André-Louis-François Champion, Charles-Antoine-Joseph Dantonet, Adolphe-Mathieu Fontaine, Jean-Baptiste Jacquelin, Jean-Baptiste Jacquemart et Joseph Puteaux, en 1819, Pierre-François Buron, Jean-Louis-Auguste Dantonet, Charles-Désiré Dezarot, Paul-Émile-Louis-J.-B et Alcibiade-Charles-Louis Jorry, Jacques Lavry, Charles-Jules Leroux, Louis-Joseph Le Roy, François-Alexandre Lortias, Anne-Joseph-Adolphe Petitjean et Louis Joseph Leroy, en 1820, Jean-Baptiste-François Beaudemoulin, Adolphe-Henri Chauwin et Charles-François Prétot, en 1821, Paul-Célarier Damiguet de Vernon[4], Jean Martel, Charles-Louis Martin et Napoléon Alexandre Roger, en 1822[5].

## Élève à l'école gratuite de dessin
Eugène Charles Catalan.

## Publications
- Traité de perspective, t. 1, Paris, Firmin Didot, 1804 (lire en ligne), t. 2